# Ophelia verrilli
Ophelia verrilli är en ringmaskart som beskrevs av Riser 1987. Ophelia verrilli ingår i släktet Ophelia och familjen Opheliidae. Inga underarter finns listade i Catalogue of Life.